# 매트로이드 마이너
매트로이드 이론에서 매트로이드 마이너(영어: matroid minor)는 주어진 매트로이드에서 일부 원소를 “삭제”하거나, 일부 원소를 “축약”하여 얻어지는 매트로이드이다. 그래프 마이너의 일반화이다.

## 정의
(유한 또는 무한) 매트로이드 {\displaystyle (X,{\mathcal {I}})}가 주어졌다고 하자. 그렇다면, 그 부분 집합 {\displaystyle S\subseteq X}에 대하여,
{\displaystyle X\upharpoonright S=(S,\{I\cap S\}_{I\in {\mathcal {I}}})}
역시 매트로이드를 이룬다.:Theorem 3.4 이를 {\displaystyle X}의 {\displaystyle S}로의 제한이라고 한다. (즉, 이 과정은 {\displaystyle X\setminus S}의 삭제(영어: deletion)이다.)
(유한 또는 무한) 매트로이드 {\displaystyle (X,{\mathcal {I}})}가 주어졌다고 하자. 그렇다면, 그 부분 집합 {\displaystyle S\subseteq X}에 대하여, 쌍대 매트로이드의 제한의 쌍대 매트로이드
{\displaystyle X.S=(X^{*}\upharpoonright S)^{*}=\left(S,\bigcup _{B\in \max {\mathcal {I}}}\operatorname {Pow} (S\setminus B)\right)}
를 정의할 수 있다. ({\displaystyle \operatorname {Pow} (-)}는 멱집합이다.) 이는 매트로이드를 이루며, 이를 {\displaystyle X}의, {\displaystyle S}로의 축약(영어: contraction)하여 얻는 매트로이드라고 한다.:§3 (즉, 이 과정은 {\displaystyle X\setminus S}의 축약이라고 한다.)
축약과 제한을 거듭 사용하여 얻는 매트로이드
{\displaystyle (X',{\mathcal {I}}')}
{\displaystyle X'\subseteq X}
를 {\displaystyle X}의 마이너라고 한다.

## 성질

### 그래프와의 관계
그래프 마이너는 매트로이드 마이너의 특수한 경우이다. 구체적으로, (유한 또는 무한) 그래프 {\displaystyle \Gamma }의 (유한형) 순환 매트로이드를 {\displaystyle \operatorname {M} (\Gamma )}라고 하자.
또한, 임의의 변의 집합
{\displaystyle S\subseteq \operatorname {M} (\Gamma )}
이 주어졌다고 하자.
그렇다면, 다음이 성립한다.
{\displaystyle \operatorname {M} (\Gamma \upharpoonright S)=\operatorname {M} (\Gamma )\upharpoonright S}
{\displaystyle \operatorname {M} (\Gamma .S)=\operatorname {M} (\Gamma ).S}
{\displaystyle \operatorname {M} (\Gamma \sqcup K_{0})=\operatorname {M} (\Gamma )}
즉,
- 그래프에서 {\displaystyle S}에 속하지 않는 변들의 삭제는 순환 매트로이드에서 {\displaystyle S}에 속하지 않는 원소들의 삭제와 같다.
- 그래프에서 {\displaystyle S}에 속하지 않는 변들의 축약은 순환 매트로이드에서 {\displaystyle S}에 속하지 않는 원소들의 축약과 같다.
- 그래프에서, 홑 꼭짓점(아무 변과 결합하지 않는 꼭짓점)의 삭제는 그 순환 매트로이드에 영향을 주지 않는다.

이에 따라, 그래프의 순환 매트로이드의 매트로이드 마이너는 그래프 마이너의 순환 매트로이드이다.

### 정렬 원순서가 아님
유한 그래프의 그래프 마이너 관계는 정렬 원순서를 이룬다 (로버트슨-시모어 정리). 즉, 유한 그래프의 순환 매트로이드들로 국한하였을 때, 매트로이드 마이너 관계는 정렬 원순서를 이룬다.
그러나 모든 유한 매트로이드의 집합 위에서, 매트로이드 마이너 관계는 정렬 원순서를 이루지 못한다.